# New Winona Manufacturing Company
New Winona Manufacturing Company war ein US-amerikanischer Hersteller von landwirtschaftlichen Geräten und Kraftfahrzeugen.

## Unternehmensgeschichte
Das Unternehmen wurde 1901 als Nachfolgegesellschaft der Winona Manufacturing Company gegründet. Der Sitz war in Winona in Minnesota. Harry und Addison Youmans sowie Charles McLaughlin waren die Gründer. Sie stellten Geräte für die Landwirtschaft her. Außerdem entstanden zwischen 1901 und 1903 einige Automobile. Der Markenname lautete Winona. 1906 beschäftigte das Unternehmen 75 Mitarbeiter. 1908 existierte das Unternehmen noch. Danach verliert sich die Spur.

## Fahrzeuge
Der erste Personenkraftwagen hatte einen Ottomotor mit 12 PS Leistung. Ein weiterer hatte einen 20-PS-Motor.
Außerdem ist ein einzelner Lastkraftwagen überliefert.
Von 1914 bis 1916 waren zwei Pkw und 1917 ein Lkw registriert.